# Menaceur
 (octobre 2011).
Si vous disposez d'ouvrages ou d'articles de référence ou si vous connaissez des sites web de qualité traitant du thème abordé ici, merci de compléter l'article en donnant les références utiles à sa vérifiabilité et en les liant à la section « Notes et références ».
Menaceur (anciennement Marceau pendant la colonisation française), est une commune algérienne de la wilaya de Tipaza en Algérie.

## Géographie

### Situation
Le chef-lieu de la commune, Menaceur, est situé à environ 10 km à vol d'oiseau de la mer, dans le piémont nord du mont Zaccar (zabrir) à l'est des monts du Dahra, au sud-est de Cherchell, à environ 35 km au sud-ouest de Tipaza et à deux kilomètres à l'ouest du Méridien de Paris.
| Cherchell                 | Cherchell                                                  | Sidi Amar                      |
| Sidi Semiane              | Menaceur                                                   | Merad                          |
| Arib (Wilaya d'Aïn Defla) | Ben Allal (Wilaya d'Aïn Defla) , Arib (Wilaya d'Aïn Defla) | Aïn Torki (Wilaya d'Aïn Defla) |

### Localités de la commune
La commune de Menaceur est constituée de six localités :
- Béni Abdallah
- Béni Bousalah
- Fadjana
- Ouled Larbi (Ighzer Islane)
- Menaceur
- Tidaf

## Histoire
Lors de la colonisation, la ville est nommée Marceau et fait partie du département d'Alger. Après l'indépendance, elle prend le nom de Menaceur.

## Population
La population de la commune parle le Chenoui, dialecte berbère du Dahra étant d'origine zénète

## Économie
L'économie de la ville repose sur le secteur primaire. L'agriculture maraîchère et l’élevage emploient le plus grand nombre. Quelques carrières, sable, agrégat et une briqueterie donnent un semblant d'activité industrielle. Aujourd'hui un barrage Boukerdane à cheval sur deux communes, Menaceur et Sidi Amar, est construit à l'aval de l'oued El Hachem qui irrigue la région. Ce barrage peu à peu, commence à devenir un lieu de promenade des populations des grandes villes environnantes.